# Comté de Grant (Dakota du Nord)
Pour les articles homonymes, voir Comté de Grant.
Le comté de Grant est un comté des États-Unis situé dans l’État du Dakota du Nord. En 2000, la population était de 2 841 habitants. Son siège est Carson.

## Comtés adjacents
- Comté de Morton (nord)
- Comté de Sioux (sud)
- Comté d'Adams (sud-ouest)
- Comté de Hettinger (ouest)
- Comté de Stark (nord-ouest)

## Principales villes
- Carson
- Elgin
- Leith
- New Leipzig

## Démographie
| 1920  | 1930   | 1940  | 1950  | 1960  | 1970  |
| ----- | ------ | ----- | ----- | ----- | ----- |
| 9 553 | 10 134 | 8 264 | 7 114 | 6 248 | 5 009 |

| 1980  | 1990  | 2000  | 2010  | - | - |
| ----- | ----- | ----- | ----- | - | - |
| 4 274 | 3 549 | 2 841 | 2 394 | - | - |

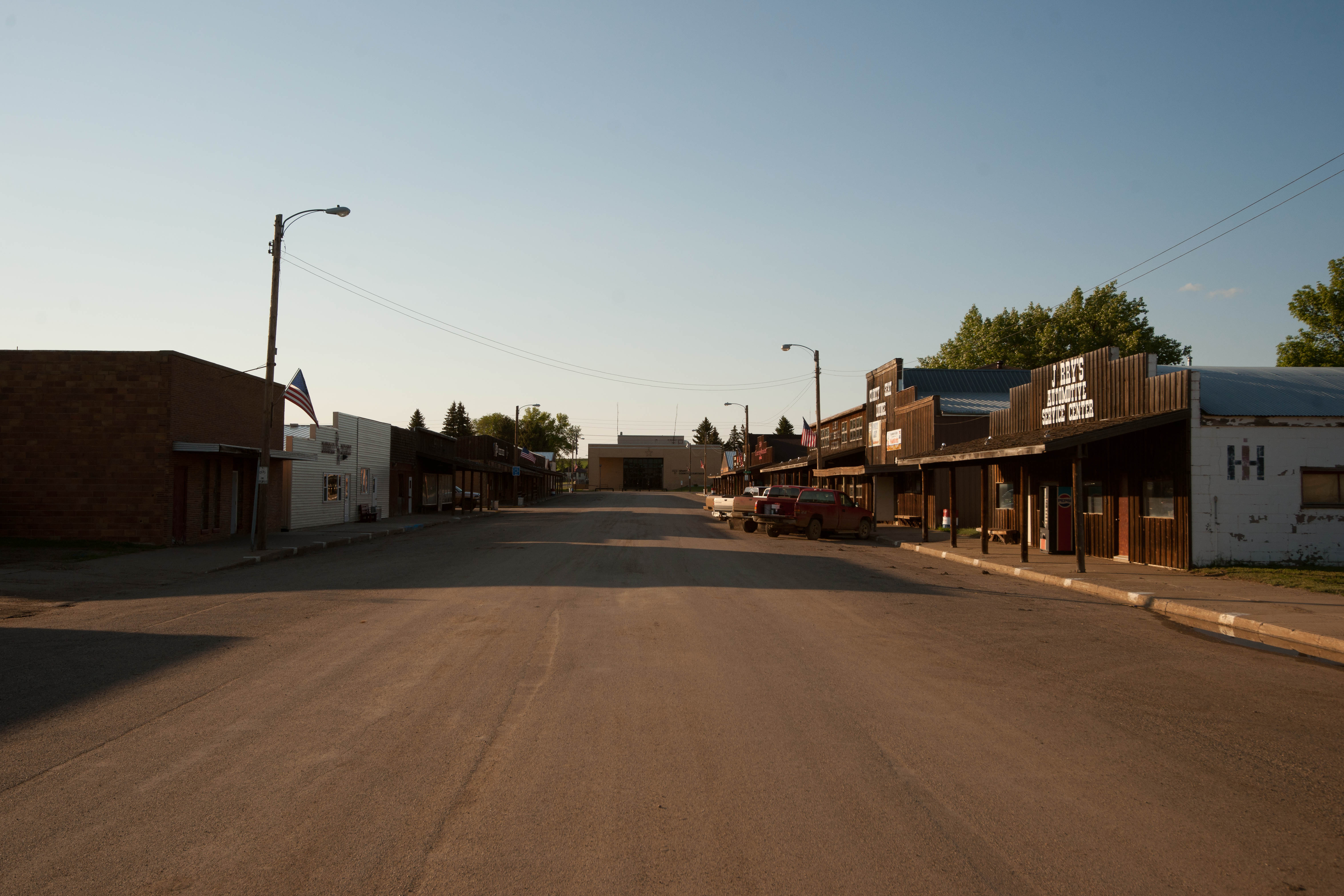
Carson (2009).
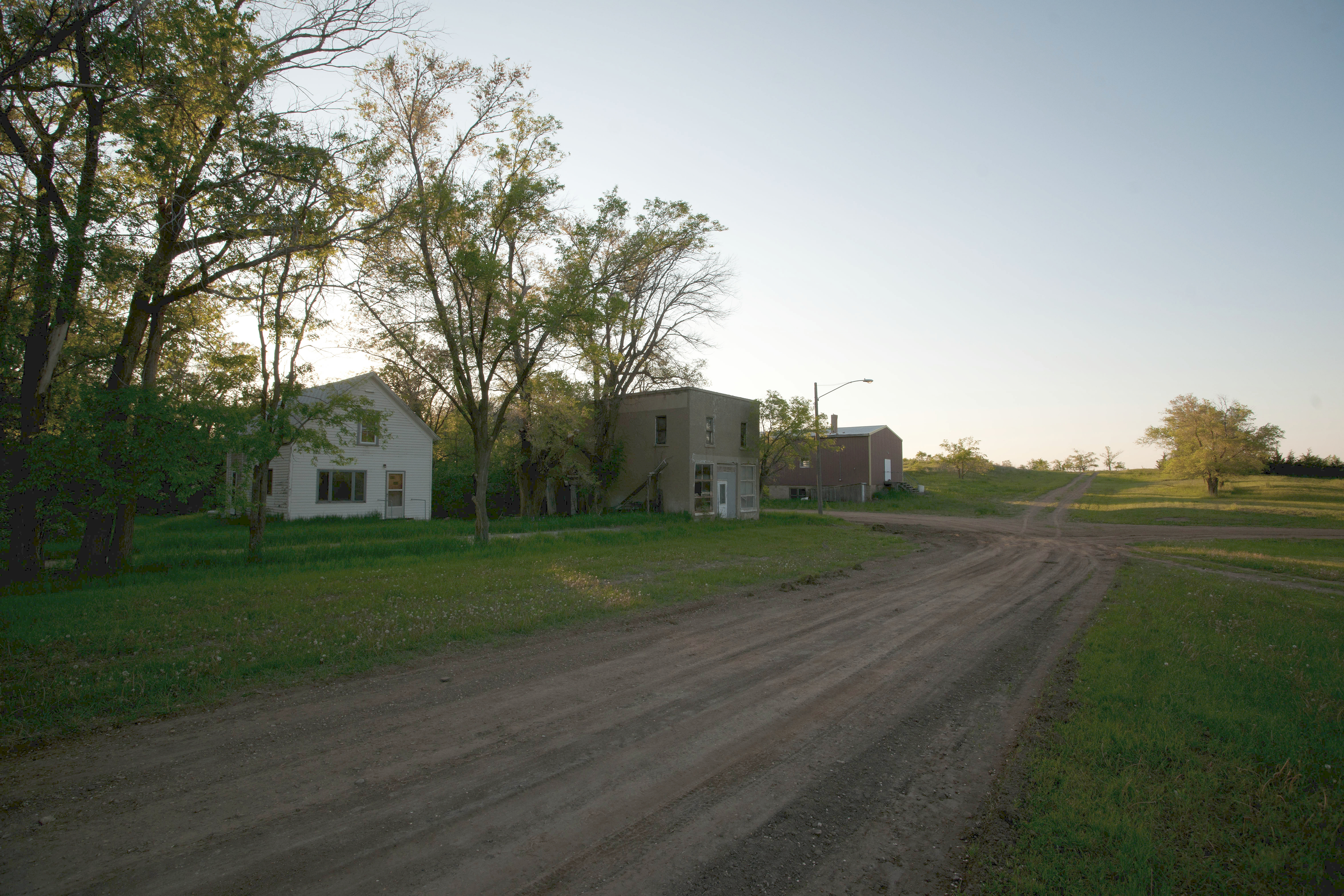
Leith (2009).
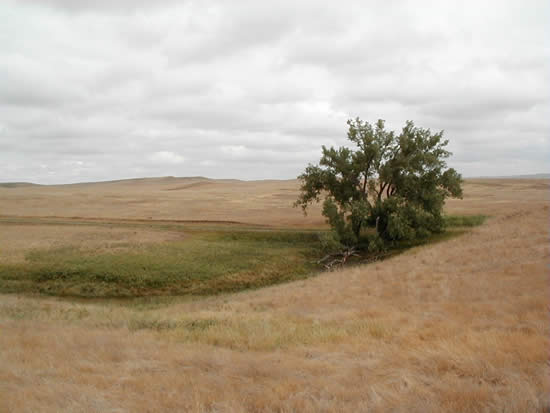
Cedar River National Grassland.
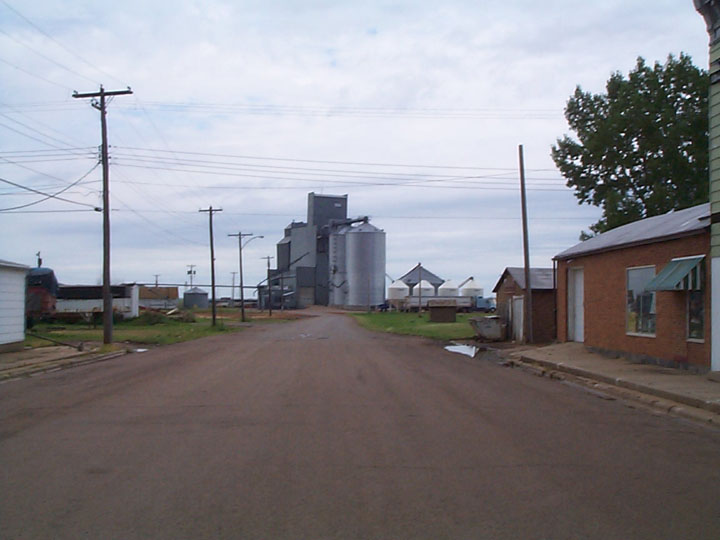
Silo à grains de New Leipzig (2011).